# Rhipidia agglomerata
Rhipidia agglomerata är en tvåvingeart som beskrevs av Alexander 1926. Rhipidia agglomerata ingår i släktet Rhipidia och familjen småharkrankar. Inga underarter finns listade i Catalogue of Life.